# Dukat (gmina Gadžin Han)
Dukat (cyr. Дукат) – wieś w Serbii, w okręgu niszawskim, w gminie Gadžin Han. W 2011 roku liczyła 201 mieszkańców.